# Jurij Horożankin
Jurij Iwanowycz Horożankin, ukr. Юрій Іванович Горожанкін, ros. Юрий Иванович Горожанкин, Jurij Iwanowicz Gorożankin (ur. 22 stycznia 1938) – ukraiński piłkarz, grający na pozycji obrońcy lub pomocnika, trener piłkarski.

## Kariera piłkarska
W 1956 rozpoczął karierę piłkarską w klubie Torpedo Kirowohrad, ale występował jedynie w drużynie rezerw. W 1958 kiedy klub zmienił nazwę na Zirka Kirowohrad, debiutował w podstawowym składzie kirowohradzkiej drużyny, w której zakończył karierę piłkarza w roku 1968.

## Kariera trenerska
Karierę szkoleniowca rozpoczął po zakończeniu kariery piłkarza. Najpierw pomagał trenować piłkarzy w rodzimym klubie Zirka Kirowohrad. Następnie szkolił dzieci w Szkole Sportowej w Kirowohradzie. W 1973 kierował Zirką na stanowisku dyrektora technicznego Zirki. W 1975 ponownie został zaproszony do sztabu szkoleniowego Zirki Kirowohrad, ale potem powrócił do pracy z dziećmi. W 1984 roku został mianowany na stanowisko głównego trenera Zirki, którą kierował do lipca 1986. Na początku 1991 roku objął stanowisko dyrektora technicznego Zirki, a w maju po odejściu trenera Nikołaja Łatysza stał na czele klubu, który prowadził do końca roku. W 2003 wieku wyjechał z rodziną na stałe do Izraela, tak jak jego żona jest pochodzenia żydowskiego.